# Помо

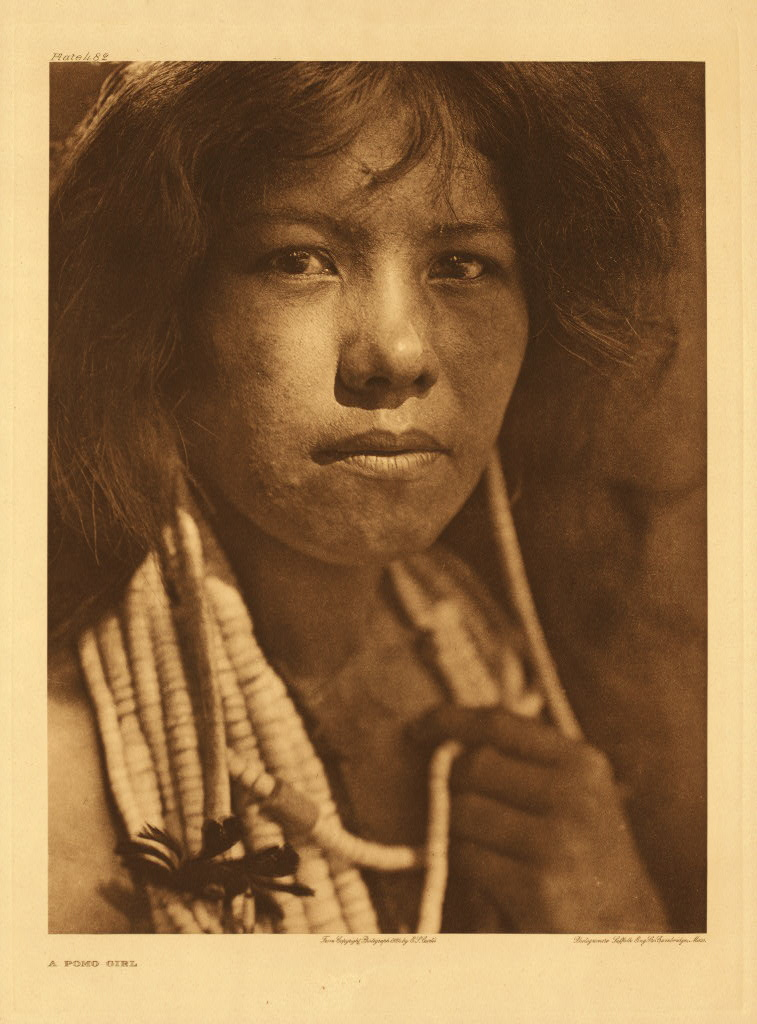
Девушка из народа помо, начало XX века. Фото: Эдвард Кёртис

По́мо — группа индейских народов в США, на северо-западе центральной Калифорнии. Общая численность в 1990 году — 4900 человек. Говорили на помоанских языках, вытесненных английским. На языке кашайа говорит несколько десятков человек, на центральном помо - около 10, на юго-восточном и восточном помо - по 1 человеку, остальные языки вымерли. Верующие — христиане: католики и протестанты. Частично сохранили традиционные церемонии.
Делятся на 7 групп: южные помо, юго-западные помо или кашайа (самоназвание от «быстрый, проворный»), центральные помо, северные помо, северо-восточные помо, восточные помо, юго-восточные помо.
Название происходит от «pomo-poma» — «те, кто живут у дыры с красной землёй», название деревни у северных помо, вероятно, по разработкам ископаемых.
На территории юго-западных помо (кашайя) в 1812-1841 гг. существовало русское поселение Росс (позднее Форт-Росс), были распространены смешанные браки с креолами, кадьякскими эскимосами, русскими. В языке кашайа сохранилось около 40 заимствований из русского языка.